# Iアプリ
iアプリ（英：i-αppli）とは、NTTドコモの携帯電話（mova503i以降およびFOMAの各シリーズに限られる）で実行出来るJavaを使用するJavaアプリケーションおよびサービスである。

## 仕様
2001年に発売された503iシリーズではじめてiアプリの実行機能が搭載された。iアプリの実体はDoJaプロファイルに従って作成されたJavaアプリケーションである。機種やインフラの整備に合わせて、仕様が拡充されて多くの仕様が存在する。
同業他社より、EZアプリ（au）、S!アプリ（SoftBank）と同じ様なサービスが行われている。
2008年冬モデルのFOMAの一部機種からは、iアプリオンラインに対応している。これは、複数のユーザーとリアルタイムでの通信が可能になるシステムである。また、iアプリコールを使って、端末の電話帳を利用し、複数の相手のiアプリの起動を促す事ができる。

## iアプリDX
iアプリの機能拡張版で、mova505iシリーズ、FOMA900iシリーズ以降の機種で実行できる。「トラステッドiアプリ」とも呼ばれる。電話帳の登録・変更・削除、iモードメールの制御、リダイアル履歴、着信メロディなどの携帯電話本体のデータの利用がアプリ上で行えるようになったほか、ダウンロード元サーバ以外のサーバと通信することができるようになった。
その仕様上、コンピュータウイルス的なプログラムが作られてしまう危険もあるため、開発用のライブラリはセキュリティ上、iモード公式サイトの契約を結んでいるコンテンツプロバイダのみに公開され、長らく一般には公開されていなかった。これにより、一般のiアプリ開発者はDoJa3.0以降の機能を使用することが出来るが、iアプリDXを作ることができない状態が続いていた。
2010年8月26日になってようやく開発環境が公開され、個人がiアプリDXを開発できるようになった。これにはGPSの利用、電話帳データへのアクセス、課金機能などの全ての機能が含まれる。これに合わせて2010年12月6日にはiモード向け「ドコモマーケット」（従来はAndroid向けのみ）が開設され、ここで個人が有料/無料アプリを公開することも可能になった。

## 利用目的
主にゲームなどの他、メールなどのツール、さらにはフルブラウザなど多くの種類のアプリが出て利用されている。

## 仕様

### mova

#### 503i
DoJa 1.0。プログラム容量が20KB（ダウンロード10KB、スクラッチパッド10KB）。

#### 504i
DoJa 2.0になり、プログラム容量が130KB（ダウンロード30KB、スクラッチパッド100KB）になった。マスコットカプセル2.0による3D描画機能が追加された。

#### 505i
DoJa 3.0になり、プログラム容量が230KB（ダウンロード30KB、スクラッチパッド200KB）になった。マスコットカプセル3.0による3D描画機能が追加された。iアプリの仕様を拡張したiアプリDXにも対応するようになり、アプリ上でiモードメールの参照も出来る様になった。同時に行われたスクラッチパッドの拡張でゲーム機に迫る表現力も持つようになった。
movaに関してその後発売された505iS、506i、506iSで仕様拡張は行われていない。

### FOMA

#### 2101/2001
mova503iと大差ない。DoJa 1.0。プログラム容量が20KB以上（ダウンロード10KB以上、スクラッチパッド10KB以上）。

#### 2102/2051
mova504iと大差ないが、画面サイズが拡大されている。プログラム容量が130KB（ダウンロード30KB、スクラッチパッド100KB）。DoJa 2.1。

#### 900i
DoJa 3.5で、505i相当をさらに拡張した500KB（ダウンロード100KB、スクラッチパッド400KB）になった。これまで、movaのそれを下回っていたが、遂に逆転する事になった。愛称はパワーアップiアプリ。

#### 901i
DoJa 4.0で、プログラム容量は500KB（ダウンロード100KB、スクラッチパッド400KB）と変わらないが、マスコットカプセル3.0に加え同4.0による3D描画機能と3Dサウンド制御機能を追加された。

#### 700i
プログラム容量が230KB（ダウンロード30KB、スクラッチパッド200KB）と505iと変わらない。マスコットカプセル3.0による3D描画機能はあるが同4.0による3D描画機能と3Dサウンド制御機能は非対応である以外は901iと能力は変わらない。901iを簡略化したDoJa 4.0LE。

#### 902i
DoJa 4.1で、プログラム容量は500KB（ダウンロード100KB、スクラッチパッド400KB）と変わらないが、デジタル署名関連機能の追加、SDカードにソフトを保存できる「SD-Binding」等が追加された。

#### 903i
DoJa 5.0で、プログラム容量は1MB（ダウンロード、スクラッチパッドは可変で境界線は無くなり外部メモリーを使えば1MB以上も可能）。メガiアプリの愛称。ハードウェアを使用するOpen GL ES 1.0相当のクラスやBluetoothのクラスが追加。703iシリーズの一部の機種でも採用されている。904i、905i、906iでは仕様拡張は行われていない。

#### SIMPURE（600i）
プログラム容量はmova504iと同等の130KB（ダウンロード30KB、スクラッチパッド100KB）。

#### NM850iG
DoJa 1.55e。mova503i相当となっている。